# Ferenc Kocsis
Ferenc Kocsis (Budapest, Hungría, 8 de julio de 1953) es un deportista húngaro retirado especialista en lucha grecorromana donde llegó a ser campeón olímpico en Moscú 1980.

## Carrera deportiva
En los Juegos Olímpicos de 1980 celebrados en Moscú ganó la medalla de oro en lucha grecorromana de pesos de hasta 74 kg, por delante del luchador soviético Anatoly Bykov (plata) y del finlandés Mikko Huhtala (bronce).